# パンルヴェ方程式
数学においてパンルヴェ方程式（パンルヴェほうていしき、Painlevé equations）は、（動く特異点が極であるという）パンルヴェ性 (Painlevé property) を備えた特定の種類の二階非線型の複素常微分方程式である。パンルヴェ方程式は一般には初等関数の範囲で解くことはできず、パンルヴェ方程式の解としてパンルヴェ超越関数 (Painlevé transcendents) と呼ばれる複素変数の特殊関数が定義される。名の由来は後にフランス首相の座に就くポール・パンルヴェの著した論文 (Paul Painlevé 1900, 1902) から。

## 歴史
パンルヴェ超越関数の起源は、常微分微分方程式の解としてしばしば現れる特殊関数の研究および、線型常微分方程式の等モノドロミー変形の研究にある。たとえば楕円関数などは特殊関数のクラスのなかでも特に有用なものの一つである。パンルヴェ超越関数は、方程式の特異点がパンルヴェ性を満たす二階常微分方程式の解として定められる。ここで、パンルヴェ性とは「動く特異点は極に限る」というものである。線型常微分方程式はつねにパンルヴェ性を持つが、非線型方程式でパンルヴェ性を持つものは稀である。アンリ・ポアンカレとラザルス・フックスはパンルヴェ性を持つ一階方程式が、必ずワイエルシュトラス方程式かリッカチ方程式に変形できることを示した（これらの方程式は求積法と既知の特殊関数によって明示的に解ける）。エミール・ピカールは一階よりも高階の動く真性特異点をもつ方程式に着目して、パンルヴェ性をもつ新たな例を探ろうとしたが失敗に終わっている（二階より高階の方程式では、解が動く自然境界を持ち得る）。1900年頃に、ポール・パンルヴェは動く特異点を持たない二階常微分方程式を研究していて、そのような方程式で有理関数 R を用いて
{\displaystyle y''=R(y',y,t)}
の形に表されるものは、適当な変形を加える違いを除けば50個の「標準形」で表せることを発見した（一覧表が (Ince 1956) にある）。さらに
Painlevé (1900, 1902) では、先の50の「標準形」のうちの44個については既知の関数を用いて解けるので削減できることが判明し、解を表すのに新たな特殊関数の導入を必要とする方程式として残るのはわずか6個だけであることを示した（実はパンルヴェの成果にはいくつかの計算間違いがあり、のちに弟子のガンビエとフックスによって修正されている）。それ以後長らくの間、これら6個の方程式が一般のパラメータの値に対してこれ以上の簡約が不能であるかどうか（特殊なパラメータの値については、方程式が簡約化されてしまう場合もある。後述）ということが議論となる未解決問題であったが、最終的には Nishioka (1988) および Hiroshi Umemura (1989) によって解決された。これら6つの非線型二階常微分方程式はパンルヴェ方程式と呼ばれ、それらの解はパンルヴェ超越関数と呼ばれる。
パンルヴェが見逃していた最も一般の形の第六方程式は、1905年に（ラザルス・フックスの息子）リチャード・フックスによって、モノドロミーを保つ変形のもとで P1 上に4つの正常特異点をもつ二階のフックス型方程式の特異性によって満たされる微分方程式として発見された。これは Gambier (1910) でパンルヴェ方程式のリストに加えられている。
パンルヴェの結果をより高階の方程式に対して拡張する試みがChazy (1910, 1911)でなされて、パンルヴェ性を満たす三階の方程式がいくつか発見されている。

## パンルヴェ方程式の分類
以下の6種類の方程式に、伝統的にパンルヴェ I から VI までの番号が振られている（括弧内は発見者）。
I (Painlevé)
{\displaystyle {\frac {d^{2}y}{dt^{2}}}=6y^{2}+t}
II (Painlevé)
{\displaystyle {\frac {d^{2}y}{dt^{2}}}=2y^{3}+ty+\alpha }
III (Painlevé)
{\displaystyle {\frac {d^{2}y}{dt^{2}}}={\frac {1}{y}}\left({\frac {dy}{dt}}\right)^{2}-{\frac {1}{t}}{\frac {dy}{dt}}+{\frac {1}{t}}(\alpha y^{2}+\beta )+\gamma y^{3}+{\frac {\delta }{y}}}
IV (Gambier)
{\displaystyle {\frac {d^{2}y}{dt^{2}}}={\frac {1}{2y}}\left({\frac {dy}{dt}}\right)^{2}+{\tfrac {3}{2}}y^{3}+4ty^{2}+2(t^{2}-\alpha )y+{\frac {\beta }{y}}}
V (Gambier)
{\displaystyle {\begin{aligned}{\frac {d^{2}y}{dt^{2}}}&=\left({\frac {1}{2y}}+{\frac {1}{y-1}}\right)\left({\frac {dy}{dt}}\right)^{2}-{\frac {1}{t}}{\frac {dy}{dt}}\\&\quad +{\frac {(y-1)^{2}}{t}}\left(\alpha y+{\frac {\beta }{y}}\right)+\gamma \,{\frac {y}{t}}+\delta \,{\frac {y(y+1)}{y-1}}\end{aligned}}}
VI (R. Fuchs)
{\displaystyle {\begin{aligned}{\frac {d^{2}y}{dt^{2}}}&={\frac {1}{2}}\left({\frac {1}{y}}+{\frac {1}{y-1}}+{\frac {1}{y-t}}\right)\left({\frac {dy}{dt}}\right)^{2}-\left({\frac {1}{t}}+{\frac {1}{t-1}}+{\frac {1}{y-t}}\right){\frac {dy}{dt}}\\&\quad +{\frac {y(y-1)(y-t)}{t^{2}(t-1)^{2}}}\left\{\alpha +\beta {\frac {t}{y^{2}}}+\gamma {\frac {t-1}{(y-1)^{2}}}+\delta {\frac {t(t-1)}{(y-t)^{2}}}\right\}\end{aligned}}}
ここでパラメータ α, β, γ, δ は複素定数である。III-型方程式では y と t をスケール変換してパラメータをふたつ減らすことができ、同様に V-型はパラメータをひとつ減らせる。つまりこれらの方程式では本当の意味での独立なパラメータはそれぞれ2つ、および3つである。

## 特異点
パンルヴェ方程式が持ち得る特異点は次のようなものである。
- 動く極
- 無限遠点 ∞
- 点 0 （III, V, VI-型）
- 点 1 （VI-型）

パンルヴェ I-型では、特異点は動く二位の極か留数 0 の点になり、その解は複素平面上にそのような極を無限個持つ。z0 に二位の極を持つ関数は、z0 の近傍で収束するローラン展開
{\displaystyle (z-z_{0})^{-2}-{\frac {z_{0}}{10}}(z-z_{0})^{2}-{\frac {1}{6}}(z-z_{0})^{3}+h(z-z_{0})^{4}+{\frac {z_{0}^{2}}{300}}(z-z_{0})^{6}+\cdots }
をもつ（h は適当な複素数）。極の場所は (Boutroux 1913, 1914) に詳しく載っている。半径 R の球に含まれる極の数は、だいたい R5/2 の定数倍程度増加する。 
II-型では全ての特異点が（動く）一位の極である。

## パンルヴェ系の退化の系列
パンルヴェ I から V まではパンルヴェ VI の退化した場合になっている。もう少し詳しくは、以下の図式の如くだが、この図式は対応するガウスの超幾何関数の退化の系列をも与えている。
|          |   |          |                           | III Bessel       |                           |         |   |        |
|          |   |          | {\displaystyle \nearrow } |                  | {\displaystyle \searrow } |         |   |        |
| VI Gauss | → | V Kummer |                           |                  |                           | II Airy | → | I None |
|          |   |          | {\displaystyle \searrow } |                  | {\displaystyle \nearrow } |         |   |        |
|          |   |          |                           | IV Hermite-Weber |                           |         |   |        |

## ハミルトン系
パンルヴェ方程式は何れもハミルトン系として表現することができる。
例:
{\displaystyle q=y,\quad p=y'+y^{2}+t/2}
とおくと、パンルヴェ II 方程式
{\displaystyle y''=2y^{3}+ty+b-1/2}
はハミルトニアン
{\displaystyle \displaystyle H=p(p-2q^{2}-t)/2-bq}
に対するハミルトン系
{\displaystyle q'={\frac {\partial H}{\partial p}}=p-q^{2}-t/2}
{\displaystyle p'=-{\frac {\partial H}{\partial q}}=2pq+b}
に同値である。

## パンルヴェ系の対称性
ベックルント変換は独立変数・従属変数を変換して、微分方程式を相似な微分方程式に変換するものだが、パンルヴェ方程式は何れもベックルント変換からなる離散群の作用を持ち、ベックルント変換によりパンルヴェ方程式の既知の解から別の新しい解を得ることができる。

### パンルヴェ I の例
パンルヴェ第 I 方程式 
{\displaystyle y''=6y^{2}+t}
の解全体の成す集合には位数 5 の対称性を持つ変換 y → ζ3y, t → ζt が作用する（ここで ζ は 1 の5乗根）。この変換で不変な解が二つあり、ひとつは原点 0 に二位の極をもち、いま一つは原点 0 に三位の零点をもつ。

### パンルヴェ II の例
パンルヴェ II-型方程式
{\displaystyle y''=2y^{3}+ty+b-1/2}
のハミルトニアンによる定式化
{\displaystyle q=y,\quad p=y'+y^{2}+t/2}
において二種類のベックルント変換が
{\displaystyle (q,p,b)\to (q+b/p,p,-b)}
および
{\displaystyle (q,p,b)\to (-q,-p+2q^{2}+t,1-b)}
で与えられる。これらは共に位数 2 の変換でベックルント変換からなる無限二面体群（後述するように、これは実は A1-型のアフィンワイル群である）を生成する。b = 1/2 ならば方程式は y = 0 を解に持つ。これにベックルント変換を施せば、
y = 1/t, y = 2(t3−2)/t(t3−4), ...
のように有理関数の無限族が得られる。岡本和夫は、各パンルヴェ方程式のパラメータ空間を半単純リー環のカルタン部分環に同一視することができ、そこでのアフィンワイル群の作用をパンルヴェ方程式のベックルント変換に持ち上げられることを発見した。PI, PII, PIII, PIV, PV, PVI に対応するリー環はそれぞれ 0, A1, A1⊕A1, A2, A3, D4 である。

## 他分野との関係
求積可能な偏微分方程式系はすべてパンルヴェ方程式に帰着できる（(M. J. Ablowitz & P. A. Clarkson 1991)を見よ）。
自己双対ヤン＝ミルズ方程式はすべてパンルヴェ方程式に帰着される。
パンルヴェ方程式は、非対称単純排他過程、二次元イジング模型、トレイシー・ウィドム分布の定式化におけるランダム行列理論や、二次元の量子重力論などにも現れる。